# Brasiléia Desvairada: a busca de Mário de Andrade por um país
Brasiléia Desvairada: a busca de Mário de Andrade por um país foi o enredo apresentado pela Mocidade Alegre em 2024, campeã do carnaval de São Paulo. O enredo propunha uma viagem pelo Brasil e pela cultura popular brasileira, em homenagem às viagens de pesquisa de Mário de Andrade.
O enredo foi proposto pelo carnavalesco Jorge Silveira junto ao enredista Leonardo Antan. A sinopse traz perguntas como "Qual o Brasil que vivemos e queremos hoje?", bebendo diretamente do livro "O Turista Aprendiz" que conta das viagens do autor pelo Norte e Nordeste do Brasil.
O nome do enredo é uma variação de Pauliceia Desvairada, conhecido livro do autor.

## Comissão de frente
A comissão de frente fez referência às viagens com locomotivas e bicicletas, além do ator Pascoal da Conceição representando o próprio Mario de Andrade e diversos arlequins. O ator, conhecido  também pelo papel de Doutor Abobrinha no Castelo Rá-Tim-Bum, nasceu na mesma data que Mário de Andrade, 60 anos depois. Pela semelhança e pelas coincidências, o ator já possuia, antes do enredo, diversos trabalhos interpretando Mário.  A comissão tinha como título "Caleidoscópio Paulistano.”

## Samba-enredo
O samba-enredo apresentado pela escola, composto pela parceria  Biro Biro, Turko, Gui Cruz, Rafa do Cavaco, Minuetto, João Osasco, Imperial, Maradona, Portuga, Fabio Souza, Daniel Katar e Vitor Gabriel, exaltou diversos aspectos da vida e obra de Mário de Andrade. Conta de sua origem paulistana como "filho da garoa fina" e das suas viagens pelo Brasil e de diversas manifestações, como o maracatu e a congada, descritos na obra de Mário de Andrade "Danças Dramáticas do Brasil." 
O intérprete do samba foi Igor Sorriso.

## Alegorias
A escola desfilou com 4 alegorias, com os nomes (em ordem de entrada), “Paulicéia Desvairada”, “As riquezas do Barroco Nacional”, “Pelo Amazonas até dizer chega”, “O samba rural de Pirapora do Bom Jesus – o berço do samba paulista”. Além dos quatro carros alegóricos, a escola contou com um quadripé denominado "Maracatu".

## Baianas

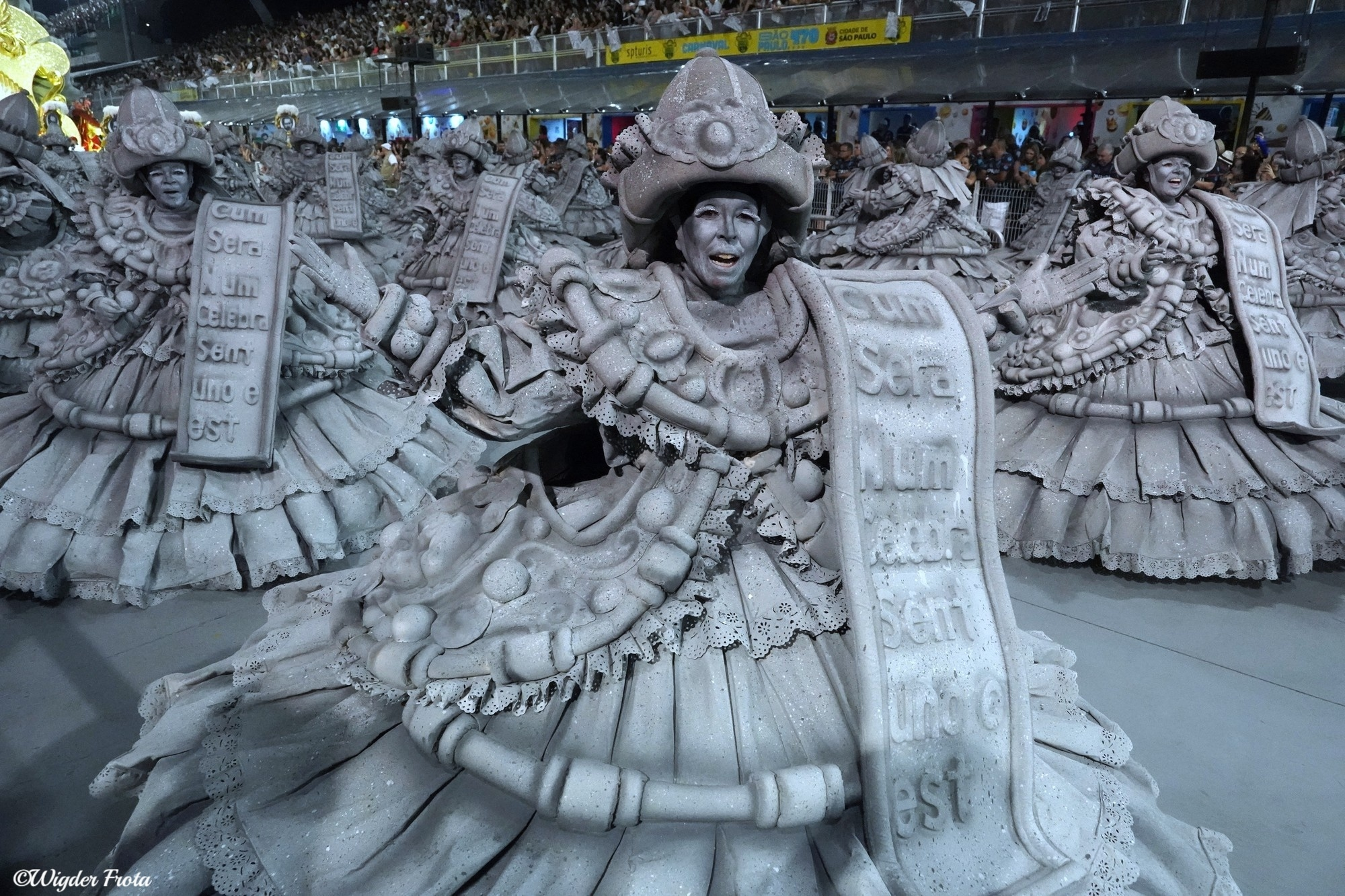
Ala de Baianas da Mocidade Alegre em 2024.

A ala das baianas do desfile foi destaque na mídia por apresentar baianas com vestes que simulavam pedra-sabão, em homenagem a Aleijadinho, que esculpia no material.

## Resultado
O enredo foi campeão, somando 270 pontos, com nota máxima em todas os quesitos, empatando com a Dragões da Real ganhando na soma das notas descartadas (89,7 contra 89,4).